# بنکسر
بِنِکسَر، روستایی از توابع بخش رحیم‌آباد شهرستان رودسر در استان گیلان ایران است.
اغلب مردم به زبان گیلکی و گالشی صحبت می کنند. رودخانه سموش در غرب این روستا و رودخانه بزرگ پلرود در جنوب این روستا قرار دارد.
عموم مردم این روستا کشاورز هستند و در کنار کشاورزی به دامداری نیز مشغول هستند. محصولات کشاورزی این روستا برنج، چای، مرکبات، فندوق و ... می باشد.

## جمعیت
این روستا در دهستان رحیم آباد قرار دارد و براساس سرشماری مرکز آمار ایران در سال ۱۳۸۵، جمعیت آن ۱۹۴ نفر (۵۷خانوار) بوده‌است.